# José María Vides
José María Vides (Santa Ana, El Salvador, 24 de septiembre de 1830 - 4 de abril de 1907) fue un médico, químico y político que ejerció como presidente interino de la asamblea constituyente de El Salvador en 1864, gobernador del departamento de Santa Ana en 1876, y presidente de la de la cámara de diputados de la asamblea legislativa salvadoreña en 1878; y que además realizaría estudios sobre el uso medicinal del agua y la potabilidad del agua santaneca y del lago de Coatepeque, y que establecería en su ciudad natal una farmacia de larga duración que posteriormente sería heredada a su hijo Pedro Valerio Vides.

## Biografía
El doctor José María Vides nació en la ciudad de Santa Ana el 24 de septiembre de 1830; aprendió a leer en la escuela pública que funcionaba en la casa conventual, que estaba ubicada donde hoy está el teatro santaneco, y que era dirigida por el maestro José Francisco Pareja. Por el año de 1841 fue alumno del doctor nicaragüense Tomás Ayón en las cátedras de latín y filosofía que impartía en Santa Ana.
Gracias al apoyo de la municipalidad santaneca obtuvo una beca estudios en el Colegio Nacional La Asunción de San Salvador, donde se bachilleró de filosofía en el año de 1846. Posteriormente pasó a estudiar en la Universidad San Carlos de Guatemala, donde el 26 de julio de 1851 obtuvo las borlas amarillas que lo acreditaban como doctor en farmacia, y luego el 19 de agosto de 1852 las que lo acreditaban como doctor en medicina. Con ello se incorporó a la Universidad de El Salvador en 1853, y en 1854 abrió su farmacia en Santa Ana; dicha farmacia estaba ubicada esquina opuesta al actual palacio municipal y estuvo en funcionamiento durante toda su vida siendo posteriormente legada a su hijo Pedro Valerio Vides, en ella se atendían y se le suministraban medicinas gratuitas a personas de escasos recursos, además que se proveía a la capital de medicinas que ahí no se encontraban.
En julio de 1855 publicó en la "Gaceta del gobierno de El Salvador en la América Central" su Breve tratado del agua en diferentes temperaturas y sus indicaciones terapéuticas, en donde aconsejaba sobre la manera de usar el agua como medicina. En el año de 1856 gestionó ante el gobierno de Rafael Campo que las tierras baldías del volcán de Santa Ana fueran repartidas entre grupos de campesinos para el cultivo de café y tabaco.
En el año de 1857 se casó con Juana B. Carvallo, con la que procreó ocho hijos e hijas; posteriormente al quedar viudo, contrajo matrimonio con Dolores García, con quien concibió otros ocho hijos e hijas. Entre sus hijos están: Federico Vides, José María Vides, Pedro Valerio Vides, Mercedes de Argueta, Ricardo Vides y Concepción de Parker.
Fue elegido diputado propietario para la legislatura de 1858, en donde se desempeñó como secretario de la cámara; asimismo como diputado logró que las cámaras cedieran a la municipalidad santaneca las 10 caballerías de terreno que quedaban libres luego de la anexión como barrio santaneco del pueblo de Santa Lucía en 1854. El 27 de enero de ese de 1858, fue nombrado -junto con el otro diputado santaneco Jesús Pareja- como encargado de entregar en Cojutepeque (donde funcionaba el gobierno luego que un terremoto destruyese a San Salvador en 1854) las credenciales que acreditaban como presidente de la república a Miguel Santín del Castillo y como vicepresidente Joaquín Eufrasio Guzmán. Volvería a ejercer como diputado en las legislaturas de 1859, 1864 (siendo la de ese año una asamblea constituyente en donde ejerció temporalmente como presidente) y 1865.
En el año de 1869 fue incorporado como médico y químico en la Universidad de El Salvador. El 25 de marzo de 1871 su firma aparece en el acta de proclamación como presidente del general Santiago González. Para 1876 se desempeñaba como segundo regidor de la municipalidad santaneca; posteriormente, el 10 de mayo de ese año fue designado por el gobierno de Rafael Zaldívar como gobernador del departamento santaneco, pero renunciaría a dicho cargo un mes después.
Se desempeñó como senador en la legislatura de 1877, y como diputado en la legislatura de 1878 (en ese último año fue presidente de dicha cámara legislativa), ese mismo año de 1878 fue presidente de la delegación de Santa Ana del Protomedicato de la República (actual Junta de Vigilancia de la Profesión Médica). En 1880 fue diputado en la asamblea constituyente de ese año; luego ese mismo año realizó un viaje a Francia donde trajo conocimientos y bibliografía que le permitieron realizar estudios químicos del agua potable de Santa Ana y el lago de Coatepeque (que fue publicado en 1885 por el doctor David Joaquín Guzmán en su obra Apuntamientos sobre la topografía física de la República de El Salvador), y otros estudios sobre la orina normal y patológica del ser humano.
Ejercería como diputado en las legislaturas de 1881 y 1883; en esa misma época público su Tratado de educación primaria. En el año de 1885 volvería a ejercer como diputado, ese mismo año fue uno de los firmantes del acta de proclamación como presidente del general Francisco Menéndez Valdivieso.
En el año de 1888 fue nombrado socio corresponsal de la Academia de Ciencias y Bellas Letras de San Salvador, y en 1889 fue galardonado con medalla de bronce en la Exposición Universal de París. Falleció en Santa Ana el 4 de abril de 1907 debido a una neumonía; su deceso fue lamentado por personajes reconocidos de esa época como el historiador Rafael Reyes, el doctor David Joaquín Guzmán y el escritor regionalista Salvador J. Carazo.